# Julieta Strâmbeanu
Julieta Strâmbeanu-Weigel (n. 19 februarie 1937, Săgeata, Buzău, România – d. 27 iulie 2018, București, România) a fost o actriță de film și de teatru și o poetă română.

## Biografie
A terminat Institutul de Artă Teatrală și Cinematografică I. L. Caragiale din București, în anul 1961, la clasa profesoarei Dina Cocea. Ea a fost colegă de an cu Gheorghe Dinică, Marin Moraru, Ion Fiscuteanu și Petre Dinuliu.
A jucat în peste 30 de filme, printre care se numără Occident, Curcanii nu zboară (ambele regizate de Cristian Mungiu), Frații, Vifornița, Pintea, Toamna bobocilor și Clipa de răgaz.
A decedat la 27 iulie 2018.

## Filmografie (selecție)
- Frații (1971)
- Vifornița (1973)
- Toamna bobocilor (1975)
- Pintea (1976) - hangiță
- Uitarea (1977)
- Iarna bobocilor (1977)
- Singur printre prieteni (1979)
- Căsătorie cu repetiție (1985)
- Încrederea (1986)
- Al patrulea gard, lângă debarcader (1986)
- Cuibul de viespi (1987)
- Figuranții (1987)
- Totul se plătește (1987)
- Duminică în familie (1988)
- Balanța (1992)
- Domnișoara Christina (film TV, 1992)
- E pericoloso sporgersi (1993)
- Liceenii în alertă (1993) - femeie din cartier
- Somnul insulei (1994)
- Stare de fapt (1995)
- Occident (2002) - Mam-Mare[2]
- Legenda curcanului zburător (2005)
- Offset (2006) - agent firmă de nunți

## Teatru
- Frosa în Sfântul Mitică Blajinul de Aurel Baranga[6]
- Irina în Citadela sfărâmată de Horia Lovinescu
- Prostituata în Generalul și nebunul de Angelo Vagenstein
- Martine în Femeile savante de Molière
- Faria în Act venețian de Camil Petrescu
- Mița în D-ale carnavalului de I.L. Caragiale
- Dorina în Tartuffe de Molière
- Toinette în Bolnavul închipuit de Molière
- Domnica în Să nu-ți faci prăvălie cu scară de Eugen Barbu
- Serafina Pavlona în Roman sentimental de Vladimir Konstantinov
- Matilda Gârbu în Patriotica Română S.A.R. de Mircea Ștefănescu
- Vera Vasilievna în Turnul de fildeș de Viktor Rozov
- Boby în Pețitoarea de Thornton Wilder[2]

## Legături externe
- Julieta Strâmbeanu la cinemagia.ro
- Julieta Strâmbeanu la imdb.com